# Lưu lượng truy cập
Lưu lượng truy cập hay lưu lượng truy cập Internet là luồng dữ liệu trên toàn bộ hệ thống Internet hoặc trong các liên kết mạng nhất định của các trang cấu thành nó. Các phép đo lưu lượng truy cập phổ biến là tổng khối lượng, tính theo đơn vị bội số của byte hoặc dưới dạng tốc độ truyền được tính theo byte trên mỗi đơn vị thời gian nhất định.
Vì cấu trúc liên kết của Internet không phân cấp, nên không có điểm đo duy nhất nào cho tổng lưu lượng truy cập Internet. Dữ liệu lưu lượng truy cập được lấy từ các điểm trao đổi lưu lượng ngang hàng của các mạng giao thức Internet Cấp 1 (tier 1 network) cho các chỉ dẫn về khối lượng và tăng trưởng. Tuy nhiên, dữ liệu đó không bao gồm lưu lượng truy cập trong mạng của một nhà cung cấp dịch vụ Internet duy nhất cũng như lưu lượng đi qua các điểm tiên phong riêng tư.
Tính đến tháng 12 năm 2022, Ấn Độ và Trung Quốc chiếm gần một nửa (48%) lưu lượng truy cập Internet toàn cầu, trong khi Bắc Mỹ và Châu Âu chỉ chiếm khoảng 1/4. Các trang phát trực tuyến đang ngày càng phổ biến, chiếm tới 65% tổng lưu lượng truy cập internet trong năm 2023, tăng mạnh so với mức 51% của năm 2016.

## Quản lý lưu lượng